# República (1829)
La sumaca República fue un buque de la Armada Argentina partícipe de las guerras civiles argentinas.

## Historia
Fue incorporada a la armada argentina en junio de 1829 como refuerzo ante las bajas a la escuadra producidas por el ataque del almirante francés Venancourt del 21 de mayo de ese año.
Teniendo en cuenta que no existe documentación que registre su compra y la época, fue posiblemente una presa de origen brasilero hecha durante la guerra con ese país finalizada el año anterior.
Fue incorporada a la escuadrilla armada por el gobierno que respondía al golpe de diciembre del general Juan Lavalle al mando del teniente José María Martínez. Posteriormente al mando del coronel Leonardo Rosales participó en parte de las operaciones efectuadas sobre la provincia de Santa Fe, bajo el mando superior del coronel Isaac Thompson.
Al mando del teniente Enrique Sinclair fue luego destinada al patrullaje del Río de la Plata cubriendo el acceso al puerto de Buenos Aires entre balizas interiores y exteriores. En mayo de 1830, mientras se encontraba amarrada en riberas del río Paraná, fue apresada desde tierra por una partida federal e incendiada.